# Victoria and Albert
Victoria and Albert est un téléfilm historique américano-britannique en deux parties totalisant 200 minutes réalisé par John Erman et diffusée à partir du 26 août 2001 sur la BBC au Royaume-Uni et à partir du 20 octobre 2001 sur A&E aux États-Unis.

## Synopsis
Cette télésuite raconte les premières années de vie commune de la reine Victoria du Royaume-Uni et de son époux le prince consort Albert de Saxe-Cobourg-Gotha.

## Distribution
- Victoria Hamilton : la reine Victoria
- Jonathan Firth : le prince Albert de Saxe-Cobourg-Gotha
- Peter Ustinov : le roi Guillaume IV du Royaume-Uni
- Delena Kidd : la reine Adélaïde de Saxe-Meiningen
- Penelope Wilton : la duchesse de Kent
- Nigel Hawthorne : Lord Melbourne
- Diana Rigg : la baronne Lehzen
- John Wood : le duc de Wellington
- David Suchet : le baron Stockmar
- Jonathan Cecil : Page